# Nachal Ner
Nachal Ner (hebrejsky נחל נר‎) je vádí v severním Izraeli, v pohoří Gilboa a v Bejtše'anském údolí, jež je součástí příkopové propadliny okolo řeky Jordán)
Začíná v nadmořské výšce okolo 300 metrů v jihovýchodní části pohoří Gilboa, na jihovýchodních svazích hory Har Avner, cca 2 kilometry jihojihovýchodně od vesnice Malkišua. Vrcholová partie hory Har Avner je zalesněná, dál klesá vádí prudce k východu po odlesněných svazích do zemědělsky využívaného Bejtše'anského údolí. Na jeho okraji ústí zleva do vádí Nachal Bezek.